# Watergate (Washington)
Il Watergate (Watergate complex) è un complesso edilizio del quartiere di Foggy Bottom, a Washington, negli Stati Uniti d'America. Il Watergate ricopre un'area di 4 ettari, è adiacente al Kennedy Center, ed è composto da sei edifici al cui interno sono presenti appartamenti, uffici e un albergo. All'interno del complesso avvenne lo scandalo Watergate che, nel 1974, portò alle dimissioni del presidente americano Richard Nixon.

## Storia
Gli edifici del Watergate vennero costruiti fra il 1962 e il 1971 dalla Società Generale Immobiliare (Roma) su progetto di Luigi Moretti (capo architetto) e Milton Fisher (architetto associato). Oltre a essere considerati fra i più ambiti della città, erano frequentati da membri del Congresso americano e da addetti al potere esecutivo.
Il 17 giugno 1972, un gruppo di funzionari del partito repubblicano s'introdusse nella sede del Comitato nazionale democratico, allora situata al sesto piano del Watergate Office Building, e iniziarono a fotografare documenti privati e intercettare telefonate, per poi tentare di nascondere il loro coinvolgimento nell'operazione. Il fatto gettò un'ombra su Richard Nixon e il suo entourage agli occhi della nazione e portò alla scoperta di altri reati commessi dallo stesso presidente o su suo mandato. Dopo una serie di vicissitudini, Nixon si dimise dalla sua carica il 9 agosto 1974. In ambito giornalistico, il termine "Watergate" e il suffisso "-gate" iniziò ad essere usato per indicare argomenti controversi e scandali.
A partire dagli anni 1980, il Watergate ebbe diversi proprietari mentre, durante il decennio successivo, i singoli edifici vennero venduti separatamente ad acquirenti differenti. Oggi il complesso edilizio è sede del National Trust for Historic Preservation.